# قتل‌عام کاتاوی
قتل‌عام کاتاوی (انگلیسی: Catavi massacre) به قتل‌عام معدنچیان توسط نیروهای نظامی بولیوی در معدن کاتاوی در روز ۲۱ ماه دسامبر سال ۱۹۴۲ گفته می‌شود. گزارشهای رسمی حاکی از کشته شدن ۱۹ نفر و زخمی شدن ۴۰۰ نفر است، در حالیکه طبق برآوردهای خود کارگران تا ۴۰۰ نفر در این قتل‌عام کشته شده‌اند.

## تاریخچه
جنبش کارگری در اواخر دهه ۱۹۳۰ به دلیل تغییرات سیاسی که پس از جنگ چاکو (۱۹۳۲–۱۹۳۵) رخ داد، دستاوردهای سیاسی اساسی را کسب کرد. احزاب سیاسی جناح چپ جای برخی از نیروهای محافظه کار سنتی را در کنگره بولیوی گرفتند، اما دولت رئیس‌جمهور، انریکه پناراندا، همچنان سیاست‌های محافظه‌کارانه را دنبال می‌کرد.
قانونی برای احیای حق «معامله گروهی» توسط دولت بوش جرمن تصویب شده بود، اما این قانون تصویب شده دولت در مورد مسائل مربوط به کار، تا زمان اعتصاب معدنچیان در سال ۱۹۴۲ چک نشده، و بدون تغییر باقی ماند. بولیوی پس از حمله ژاپن به بندر پرل هاربر در ماه دسامبر سال ۱۹۴۱، به‌طور رسمی وارد جنگ جهانی دوم شد و در طرف متفقین قرار گرفت. دولت پناراندا تصریح کرد که اعتصابات زمان جنگ منجر به اختلال غیرقابل قبول در تولید بولیوی برای ایالات متحده می‌شود.

## قتل‌عام
هنگامی که کارگران معدن سیگلو XX و کاتاوی در سال ۱۹۴۲ خواستار افزایش ۱۰۰ درصدی دستمزد شدند، مدیران مذاکره را رد کردند و رهبران اتحادیه‌های معدنچیان خواستار اعتصاب شدند. سپس دولت تمام مقامات اتحادیه را دستگیر کرد و هفت معدنچی را که معترض به دستگیری مقامات اتحادیه بودند، را کشت. در پاسخ، ۷۰۰۰ معدنچی از روز ۱۵ دسامبر سال ۱۹۴۲ تا روز ۲۰ دسامبر سال ۱۹۴۲ به مدت ۵ روز اعتصاب کردند. هنگامی که کارگران معدن در روز ۲۱ دسامبر ۱۹۴۲ به سمت ادارات مدیریت حرکت کردند، نظامیان بولیوی جمعیت را محاصره کردند و بمدت شش ساعت به آنها شلیک کردند.
در گزارش رسمی آمده‌است که در این تیراندازیها ۱۹ نفر کشته و ۴۰۰ نفر زخمی شدند، در حالیکه در برآوردهای کارگران به مرگ ۴۰۰ نفر اشاره شده‌است.

## عواقب بعدی
این قتل‌عام منجر به گسیختگی شکاف در روابط رو به وخامت بین رئیس‌جمهور پناراندا و احزاب میانه‌رو و احزاب رفرمیست تندرو در کنگره بولیوی شد. کنگره پس از کشتار کاتاوی پیشنهاد سانسور را داد. این پیشنهاد با یک رای مخالف شکست خورد.